# سیارک ۹۷۸۶
سیارک ۹۷۸۶ (به انگلیسی: 9786 Gakutensoku، نامگذاری:1995BB) نه هزار و هفتصد و هشتاد و ششمین سیارک کشف شده‌است که در ۱۹ ژانویه ۱۹۹۵ کشف شد.